# Österreichische Rundfunksender

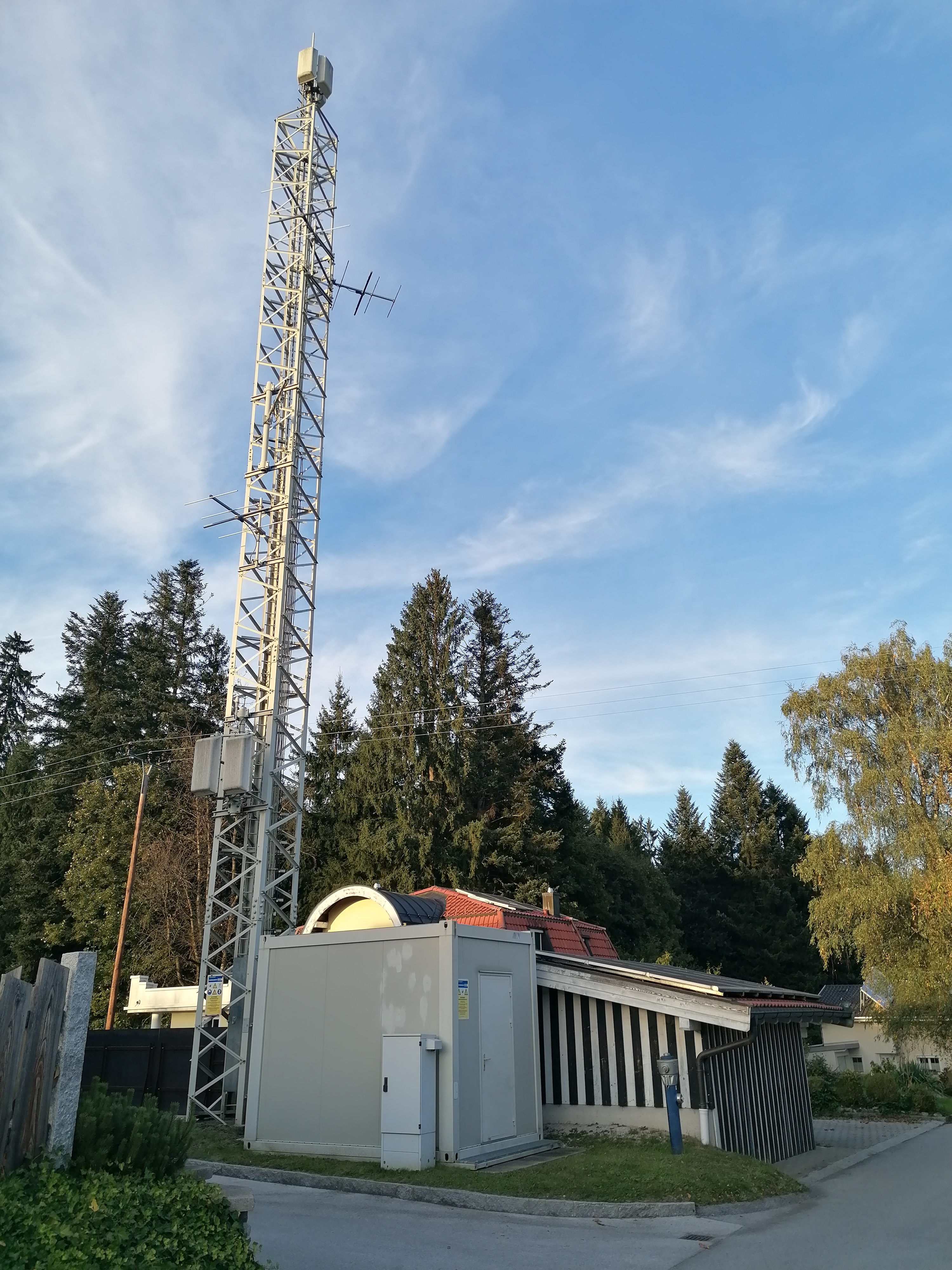
ORS Sendemasten in Angerberg-Achleit (2023)

Die Österreichische Rundfunksender GmbH & Co KG (ORS, englisch Austrian Broadcasting Services) ist ein Serviceunternehmen für analoge und digitale Rundfunkübertragung und gehört zum öffentlich-rechtlichen Österreichischen Rundfunk (ORF). Die ORS mit Sitz in Wien-Hietzing, am Küniglberg, betreibt für den Österreichischen Rundfunk 1795 Sendeanlagen an 430 Standorten und ist auch als Rundfunk-Dienstleister für zahlreiche private Fernseh- und Radioanbieter tätig. Darüber hinaus bietet die ORS Services im Bereich der Standortmitbenutzung (Co-Location) ihre Infrastruktur für Mobilfunker und Blaulichtdienste an und fungiert als Dienstleister im Rundfunk-Satellitenbereich.
Die ORS ging aus der ORF-Sendetechnik hervor, die zum 1. Jänner 2005 in die ORF-eigene Tochtergesellschaft ausgegliedert wurde. Im Juli 2005 verkaufte der ORF 40 % seiner Tochtergesellschaft an die zur niederösterreichischen Raiffeisen-Gruppe gehörende Medicur-Holding.

## Digitales Fernsehen

### DVB-T
Am 26. Oktober 2006 startete die ORS nach einem mehrmonatigen Testbetrieb die Abstrahlung des digitalen terrestrischen Fernsehens (DVB-T) in den Ballungsräumen von Österreich.

Mit 24. Oktober 2017 wurde die DVB-T Abstrahlung in Österreich beendet. Ab diesen Zeitpunkt kann man terrestrisches Fernsehen in Österreich nur über DVB-T2 empfangen.

### DVB-T2
Seit dem 12. April 2010 fand in Wien ein Versuchsbetrieb für DVB-T2 statt. Dabei wurden die Programme ORF eins HD, ORF 2 HD und Servus TV HD sowie die Radioprogramme Ö1, Ö3 und FM4 auf Kanal 65 (826 MHz) vom Sender Kahlenberg gesendet. Dabei wurden verschiedene Sendeparameter getestet. Der Versuchsbetrieb lief bis zum 31. März 2013.
Der offizielle Start von DVB-T2 unter dem Markennamen SimpliTV erfolgte am 15. April 2013 österreichweit und bietet bis zu 40 Programme je nach regionaler Verfügbarkeit über die Antenne. Einzelne Sender sind unverschlüsselt empfangbar. Für den Empfang des gesamten Pakets ist eine monatliche Gebühr von zehn Euro, zusätzlich zur Rundfunkabgabe, zu bezahlen. Der Empfang von Servus TV HD und der ORF Programme in HD sowie in den bereits auf DVB-T2 umgestellten Mux-B-Regionen auch weitere österreichische Programme ist nach Registrierung gratis. Jedoch erfolgt die Übertragung verschlüsselt, daher ist ein im Handel erhältliches CI+-Modul (in Verbindung zwingend mit einem DVB-T2 Gerät; DVB-T-Geräte sind mit Ausnahme von speziellen Kopfstationen nicht geeignet) oder eine Settop-Box von SimpliTV notwendig. Der letzte Umstieg von DVB-T auf DVB-T2 fand am 24. Oktober 2017 in Kärnten statt.
Derzeit betreibt die ORS folgende Multiplexe in DVB-T2:
- Mux A (in allen Regionen - alle ORF Programme in HD - ORF2 regionalisiert mit je drei Bundesländerprogrammen + Radioprogramme)
- Mux B (simplitv Paket in den Ballungsräumen)
- Mux C (Pfänder, Patscherkofel, Lichtenberg, Wien)
- Mux D (simplitv Paket in den Ballungsräumen)
- Mux E (simplitv Paket in den Ballungsräumen)
- Mux F (simplitv Paket in den Ballungsräumen)

## DVB-S / S2
Die ORS betreibt derzeit Uplinks für vier Transponder der Astra-Satelliten auf 19,2° Ost:
| Transponder | Frequenz  | Polarisation | Symbolrate | FEC | Modulation    | Programme                                                                      |
| ----------- | --------- | ------------ | ---------- | --- | ------------- | ------------------------------------------------------------------------------ |
| TR3         | 11244 MHz | Horizontal   | 22.000     | 5/6 | QPSK (DVB-S)  | ORF SPORT +, ATV2, Schau TV, ATV HD, Bibel TV HD                               |
| TR5         | 11273 MHz | Horizontal   | 22.000     | 2/3 | 8PSK (DVB-S2) | ORF SPORT + HD, ORF III HD, ORF2HD Bundesländer                                |
| TR7         | 11303 MHz | Horizontal   | 22.000     | 2/3 | 8PSK (DVB-S2) | ORF 1 HD, ORF 2 HD, Servus TV HD, Servus TV Deutschland HD                     |
| TR115       | 12663 MHz | Horizontal   | 22.000     | 5/6 | QPSK (DVB-S)  | ORF III, goTV, LT1, Servus TV, Servus TV Deutschland, TV1, Sixx Austria, Radio |
|             |           |              |            |     |               |                                                                                |

## Digitales Radio

### DAB
Von 2000 bis Ende 2008 wurden von der ORS in Wien und Innsbruck folgende Radioprogramme digital ausgestrahlt:
- Ö1
- Radio Wien bzw. Radio Tirol
- Ö3
- FM4

Mit Ende 2008 wurde die Programmausstrahlung von DAB beendet.

### DAB+
Am 28. Mai 2015 startete ein DAB+-Testbetrieb mit 15 Programmen im Großraum Wien. Dieser DAB+ Testbetrieb wurde mit 3. April 2018 beendet. Gleichzeitig mit 3. April 2018 startete das erste private DAB+-Bouquet auf Kanal 11C in Wien.
Am 28. Mai 2019 startete die ORS in Österreich den landesweiten DAB+-Bundesmux (DAB+ Austria) mit nun insgesamt 16 Programmen.
Am 21. Juni 2024 startete die ORS zusätzlich 10 DAB+ Muxe (österreichweit und regionalisiert)
Die ORS strahlt ebenfalls am Sender Pfänder ausländische DAB-Pakete als Dienstleister für die Nachbarstaaten aus.

## DVB-H
Die ORS hatte vom 1. Juni 2006 bis zum 31. Mai 2007 die Bewilligung für ein Pilotprojekt und strahlte einen Multiplex im DVB-H-Format aus. Die Pilotausstrahlung wurde aufgrund des positiven Erfolgs bis zum 1. Februar 2008 fortgesetzt.
Die ORS stellte 2007 einen Antrag bei der Ausschreibung der RTR für den MUX D. Da sie aber ohne die geforderten Voraussetzungen – sie hatte keinen Programmaggregator – teilnahm, wurde die ORS abgewiesen. In der Berufung hatte die ORS ebenfalls keinen Erfolg.
Mit 29. Februar 2008 wurde der MEDIA BROADCAST GmbH die Zulassung zum Betrieb des MUX D, auf dem ausschließlich DVB-H ausgestrahlt wird, erteilt. Ab Juni 2008 erfolgte der gemeinsame Aufbau des DVB-H-Netzes unter Kooperation mit der ORS. Rechtzeitig vor den Olympischen Spielen in Peking 2008 wurde in allen Landeshauptstädten der Sendebetrieb mit DVB-H aufgenommen. Bis August 2008 wurden elf Sendestandorte mit der ORS realisiert. Darunter fielen wichtige Ballungsräume wie Baden oder Steyr.
Das DVB-H Angebot konnte in weiterer Folge jedoch, wie auch in anderen Ländern, kaum Zuschauer gewinnen und gilt als gescheitert. Schätzung gehen von maximal 10.000–15.000 Kunden aus. Die gesamte DVB-H-Verbreitung wurde daher mit 31. Dezember 2010 eingestellt.